# Baumgartner Friedhof

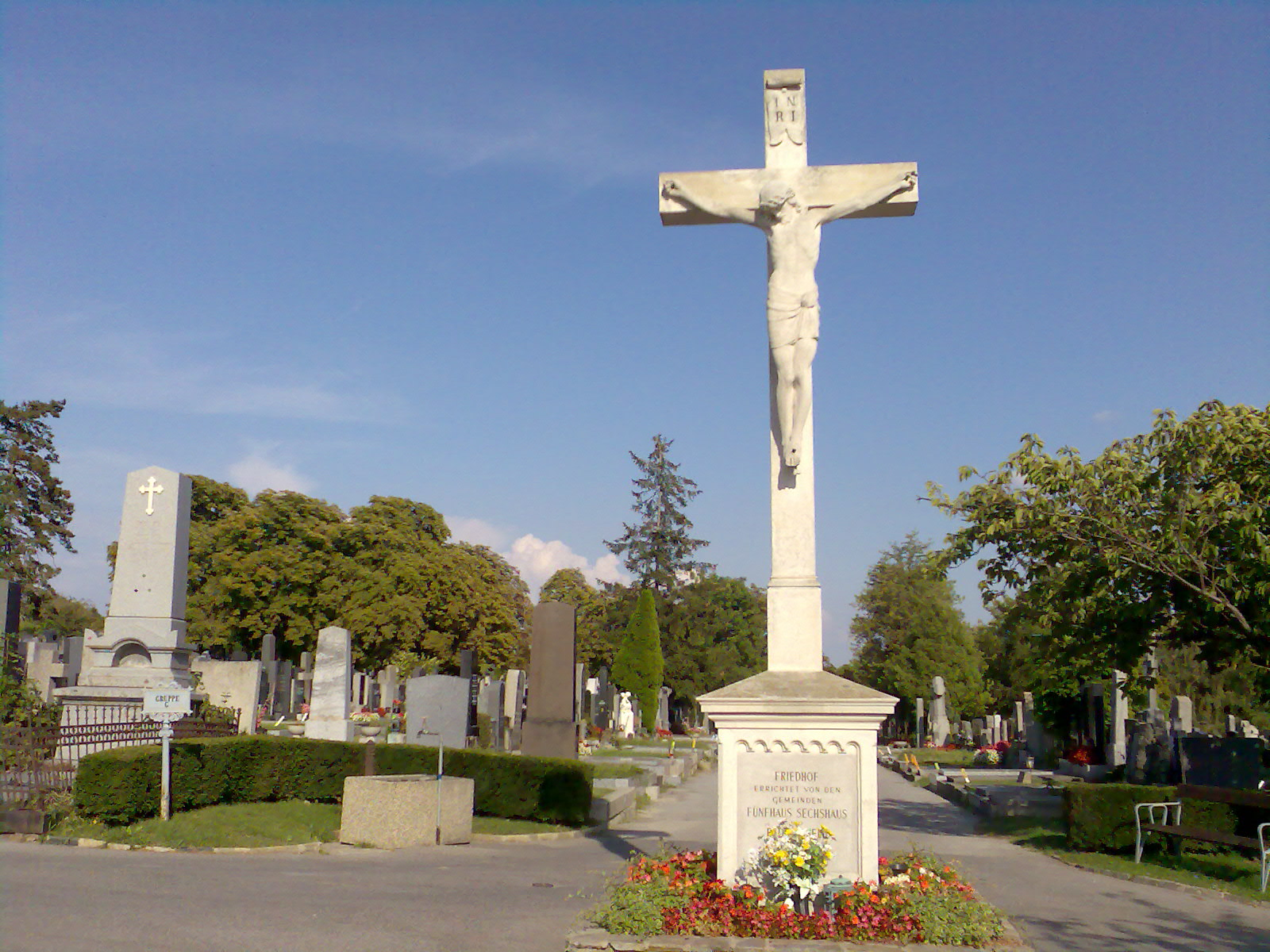
Baumgartner Friedhof

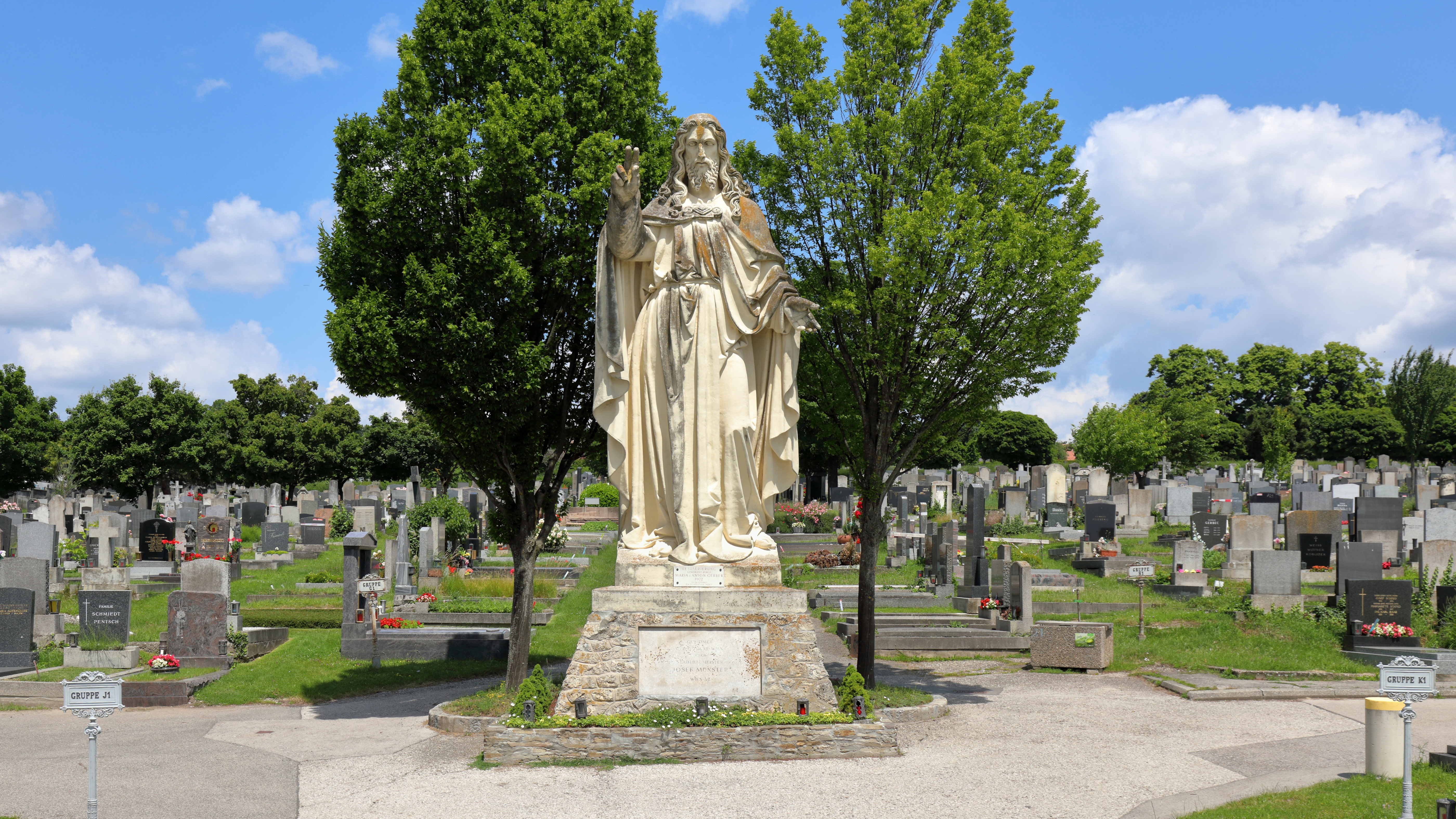
Nordwestlicher Teil des Baumgartner Friedhof mit der Christusstatue

Der Baumgartner Friedhof ist ein Friedhof im 14. Wiener Gemeindebezirk Penzing.

## Lage
Der Baumgartner Friedhof liegt im Südosten des Penzinger Bezirksgebietes und gehört zum Bezirksteil Baumgarten (Katastralgemeinde Unterbaumgarten), Waidhausenstraße 52. Der Friedhof wird im Norden vom Flötzersteig, im Westen von der Waidhausenstraße, im Osten von der unregelmäßig verlaufenden Linie Donhartgasse – Wawragasse – Stauffergasse – Donhartgasse und im Süden von einem Grünstreifen (Waidhausenpark) begrenzt. Der Friedhof umfasst eine Fläche von 236.362 Quadratmeter und beherbergt 33.339 Grabstellen. Er ist der fünftgrößte Friedhof Wiens.

## Geschichte
Der heutige Friedhof geht auf eine benachbarte Anlage zurück, die 1786 im Bereich der heutigen Hütteldorfer Straße und Seckendorfstraße von den Gemeinden Ober- und Unterbaumgarten errichtet wurde, nachdem die Baumgartner Kirche St. Anna im Zuge der josephinischen Reformen zur eigenständigen Lokalkaplanei erhoben wurde. Die beiden Gemeinden statteten den inmitten von Feldern und Gärten gelegenen Friedhof mit einer Friedhofsmauer und einem Kreuz aus und ließen ihn am 15. Jänner 1786 weihen. Die erste Beisetzung fand am 10. Februar statt. 1839 wurde eine neue Totenkammer erbaut und die Mauer instand gesetzt.
Die westliche Erweiterung des Friedhofs um das Ried Unter-Waidhausen weihte am 31. Oktober 1874 Dechant Emanuel Paletz, der damaligen Pfarrer von Hütteldorf, ein. 1877 wurde der Friedhof neuerlich erweitert.
Nach der Sperrung ihres bisherigen Friedhofs kauften die an der Linzer Straße stadteinwärts liegenden Gemeinden Fünfhaus, Sechshaus und Rudolfsheim (heutiger 15. Wiener Gemeindebezirk) ein Grundstück im Ausmaß von „sechs Joch und 486 Quadratklaftern“, das teilweise auf dem Baumgartner Friedhof, teilweise an ihn angrenzend lag, um hier ihre Toten zu bestatten und vereinbarten vertraglich mit der Gemeinde Baumgarten 1884 die Schaffung eines gemeinsamen Friedhofs. 1888 wurden daraufhin die Leichen aus dem Schmelzer Friedhof (Neulerchenfelder Ortsfriedhof, heute Märzpark) exhumiert und in ein Massengrab nach Baumgarten überführt.
Für den Bau der Hütteldorfer Straße wurde 1884 ein Teil des Friedhofs aufgelöst. 1896 räumte man diesen Teil ab und ebnete ihn ein, um dort die Kaiser-Franz-Joseph-Landwehr-Kaserne zu errichten.

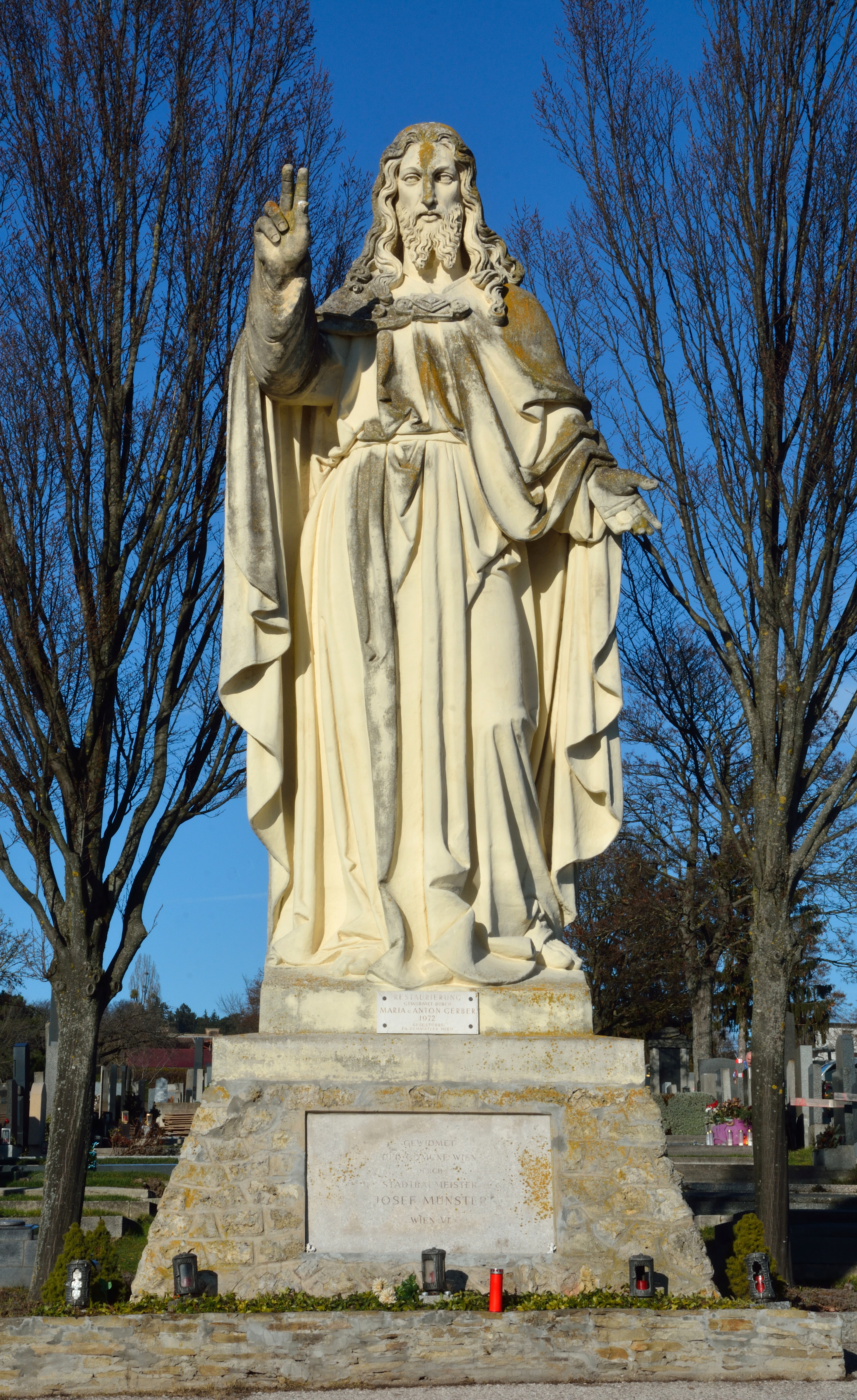
Christusstatue

Im Gegenzug wurde der Friedhof in den 1890er Jahren noch drei Mal um insgesamt rund 54.000 m² erweitert. Der Friedhof erhielt 1902/03 ein Totengräberhaus und eine gedeckten Halle (Wartesaal und Aufbahrungshalle). Stadtbaumeister Josef Münster spendete 1903 eine große Christusstatue, die ursprünglich von Andreas Halbig geschaffen wurde und für die Kathedrale von Esztergom bestimmt war. Auch Anfang des 20. Jahrhunderts wurde das Friedhofsareal laufend, teilweise auch durch Enteignungen, erweitert. Die Friedhofsgebäude musste mehrmals umgestaltet und renoviert werden.
Zum Ende des Zweiten Weltkrieges fanden beim Haupteingang auch mehrere Rotarmisten ihre letzte Ruhe, deren Gräber weiterhin bestehen. Mitte 1945 musste die Neuvergabe von Gräbern aus Platzgründen eingestellt werden. Mehrere Maßnahmen wurden zur Neuvergabe von Gräbern ergriffen. Ab 1947 wurden heimgefallene Gräber neu zugewiesen, 1948/49 Urnengräber angelegt und Anfang der 50er Jahre Schachtgräber aufgelassen und Erweiterungsflächen neu gewidmet.1964 folgte die Eröffnung eines eigenen Urnenhains.
Nach den Erweiterungen der Friedhofsanlage begannen Arbeiter im August 1966 mit dem Abriss der bestehenden Aufbahrungsgebäude. Der Neubau wurde nach den Plänen des Architekten Josef Strelec ausgeführt. Die Innenausstattung erfolgte nach Plänen des Architekten Erich Boltenstern, die künstlerische Ausgestaltung durch den Maler Hermann Bauch. Die neue Halle konnte 1967 eröffnet werden. 1993 bis 1995 wurde die Aufbahrungshallen gemeinsam mit den Zeremonienräumen renoviert und neu gestaltet. 1995 erfolgte die Enthüllung des Mahnmals für die Opfer des Faschismus, das von Leopold Grausam geschaffen wurde und in der Gruppe 1 des Friedhofs gelegen ist.
Am 23. Juli 2008 ereignete sich auf dem Friedhofsgelände ein tödlicher Unfall, bei dem eine Frau von einem rund 200 kg schweren Grabstein erdrückt wurde. Dieser Todesfall inspirierte die in Penzing lebende Literaturnobelpreisträgerin Elfriede Jelinek zu dem Text „Wenigstens die Erde sei ihr leicht und lieb“.

## Grabstätten bedeutender Persönlichkeiten

### Ehrenhalber gewidmete Gräber

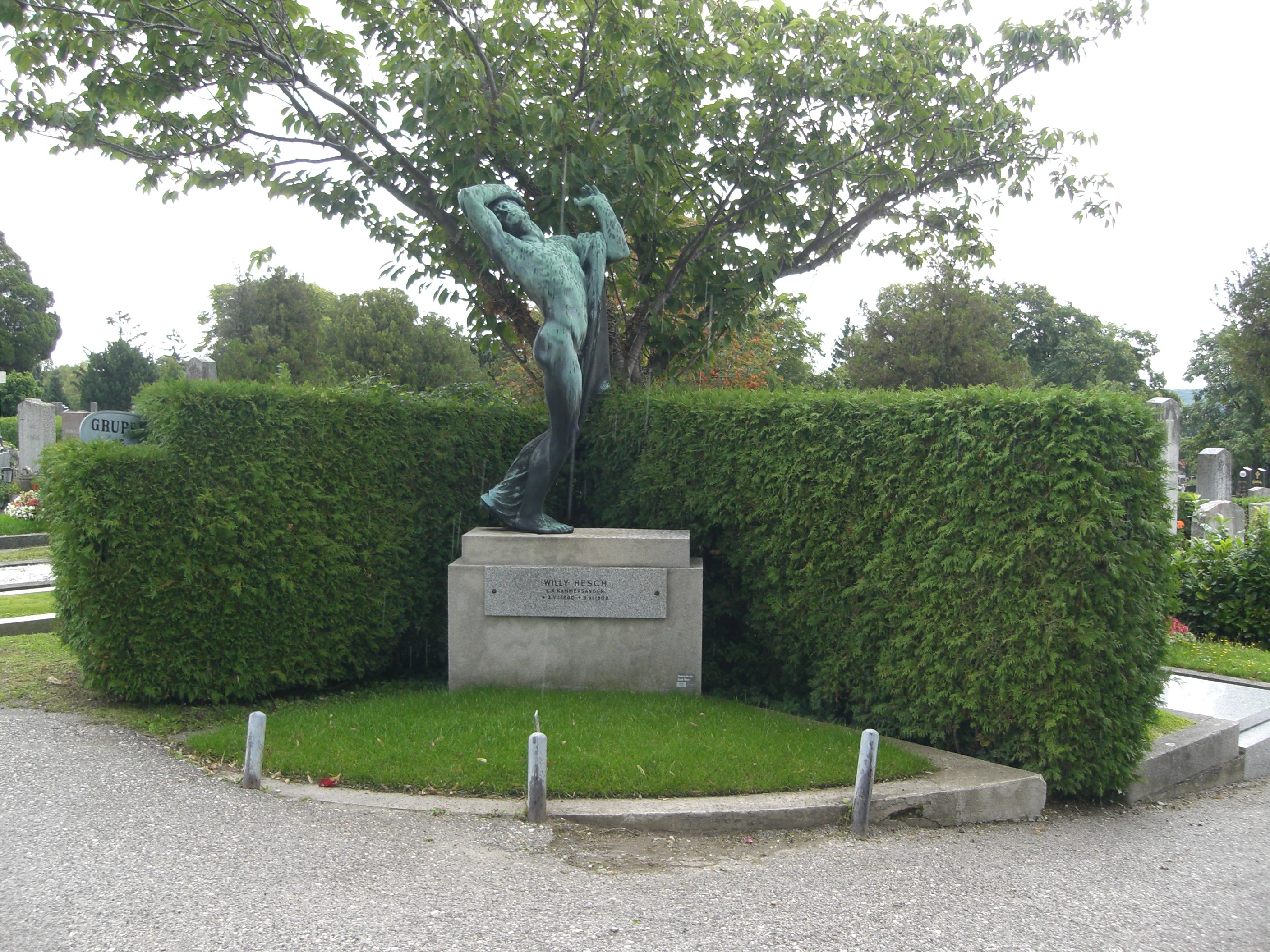
Ehrenhalber gewidmetes Grab von Willy Hesch

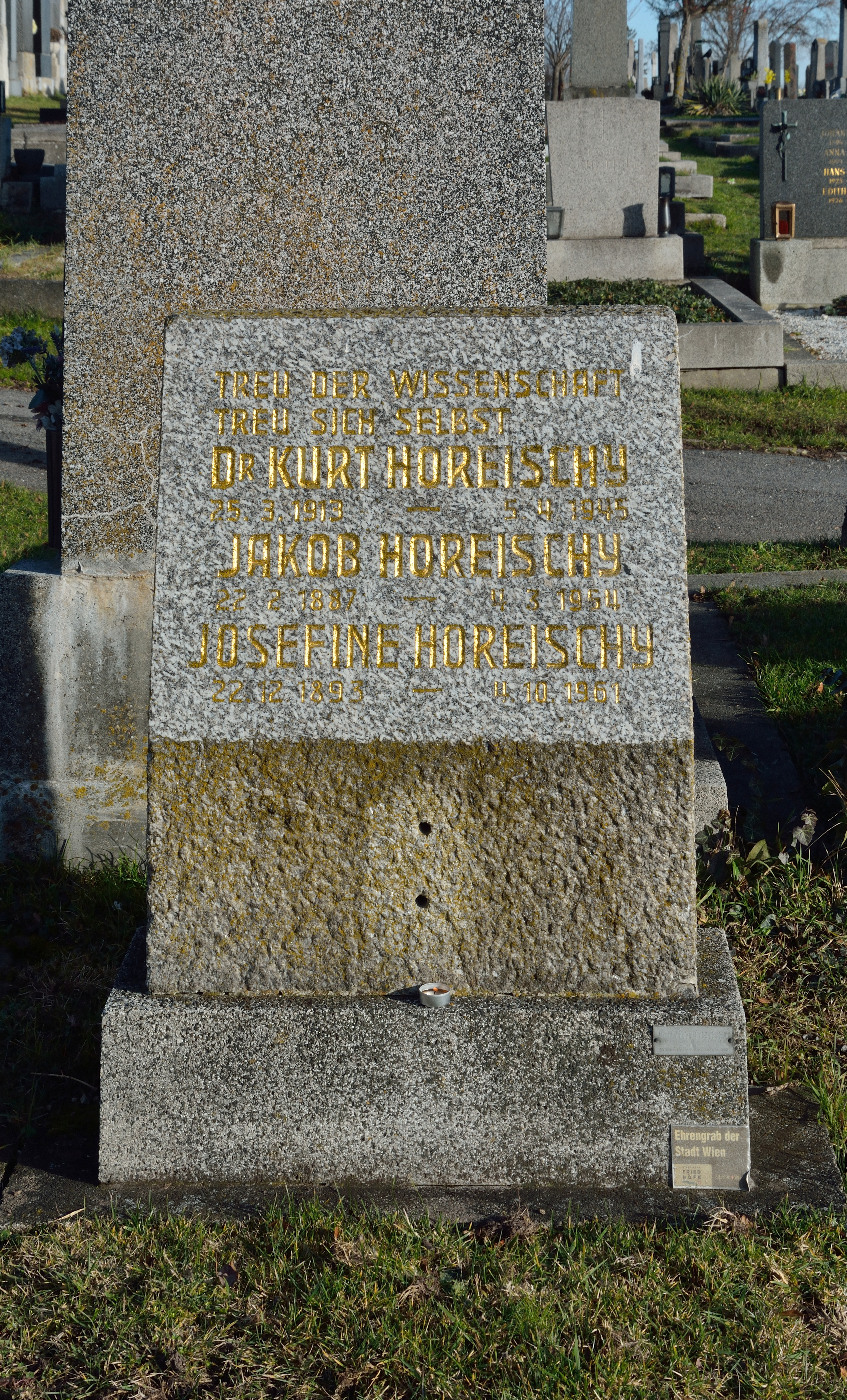
Ehrenhalber gewidmetes Grab von Kurt Horeischy

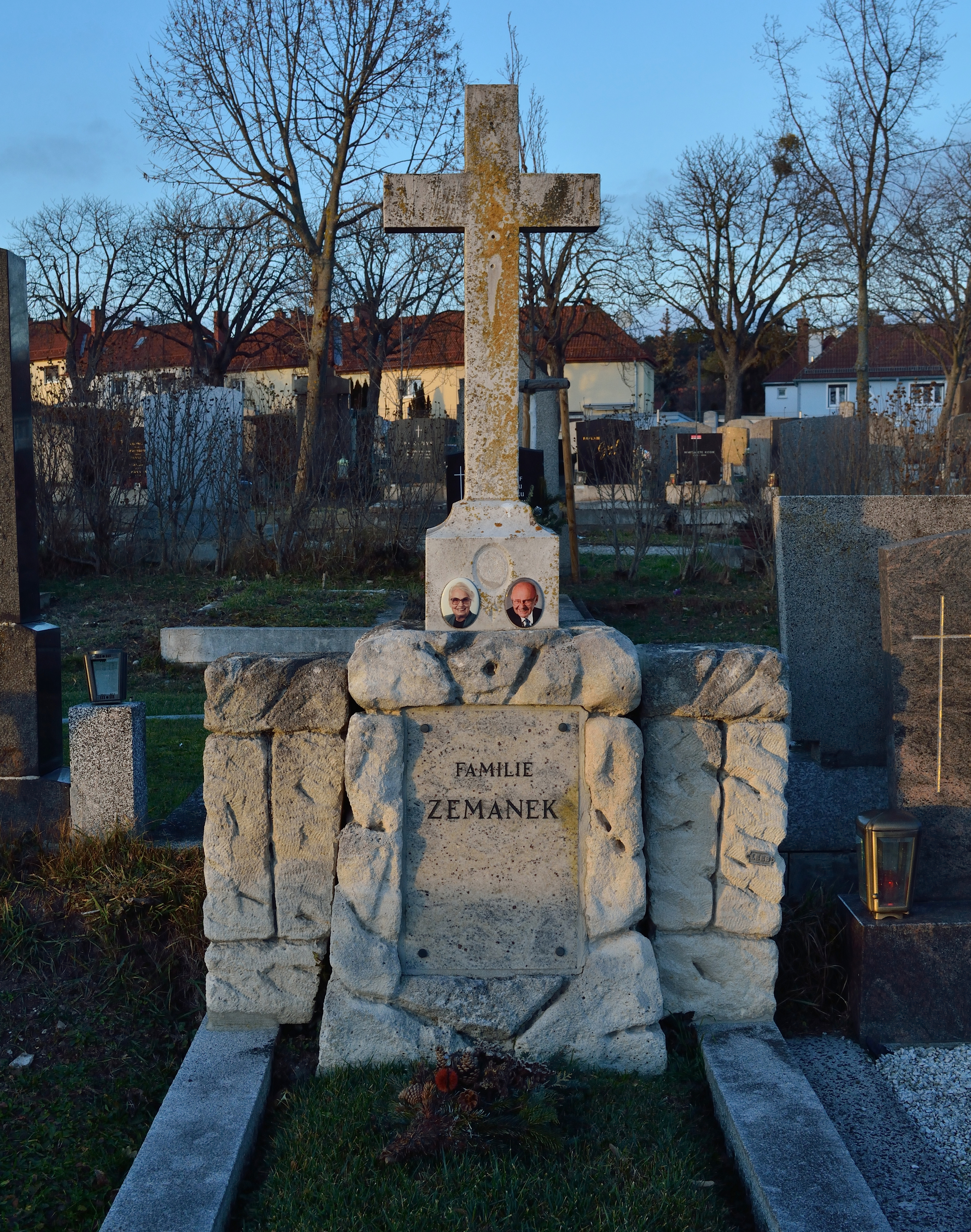
Ehrenhalber gewidmetes Grab von Heinz Zemanek

Der Baumgartner Friedhof weist 26 ehrenhalber gewidmete Gräber sowie eine historische Grabstelle auf.
| Name                     | Lebensdaten | Tätigkeit                            |
| ------------------------ | ----------- | ------------------------------------ |
| Franz Binder             | 1911–1989   | Fußballspieler                       |
| Leopold Brauneiss        | 1847–1920   | Stadtrat                             |
| Josef Gangl              | 1868–1916   | Schriftsteller, Schauspieler         |
| Franz Glaserer           | 1904–1983   | Politiker                            |
| Karl Glossy              | 1848–1937   | Literaturhistoriker                  |
| Willy Hesch              | 1860–1908   | Opernsänger                          |
| Kurt Horeischy           | 1913–1945   | Chemiker und Widerstandskämpfer      |
| Ernst Jirgal             | 1905–1956   | Lehrer und Schriftsteller            |
| Josef Ferdinand Künstler | 1792–1857   | Pfarrer von Reindorf                 |
| Trude Mally              | 1928–2009   | Sängerin und Dudlerin                |
| Rudolf Much              | 1862–1936   | Germanist                            |
| Dionys Schönecker        | 1888–1938   | Fußballspieler und -funktionär       |
| Friedrich Schönpflug     | 1873–1951   | Maler und Karikaturist               |
| Rolf Schwendter          | 1939–2013   | Schriftsteller                       |
| Friederike Seidl         | 1936–1987   | Politikerin                          |
| Heinrich Swoboda         | 1861–1923   | Theologe und Kunsthistoriker         |
| Johann Tabarelli         | 1898–1956   | Schriftsteller und Journalist        |
| Karl Terkal              | 1919–1996   | Opernsänger (historische Grabstelle) |
| Gerhard Weißenberg       | 1920–1980   | Politiker                            |
| Maria Weith              | 1884–1950   | Malerin                              |
| Heinz Zemanek            | 1920–2014   | Computerpionier                      |
| Heinrich Zita            | 1882–1951   | Bildhauer                            |

### Gräber weiterer Persönlichkeiten

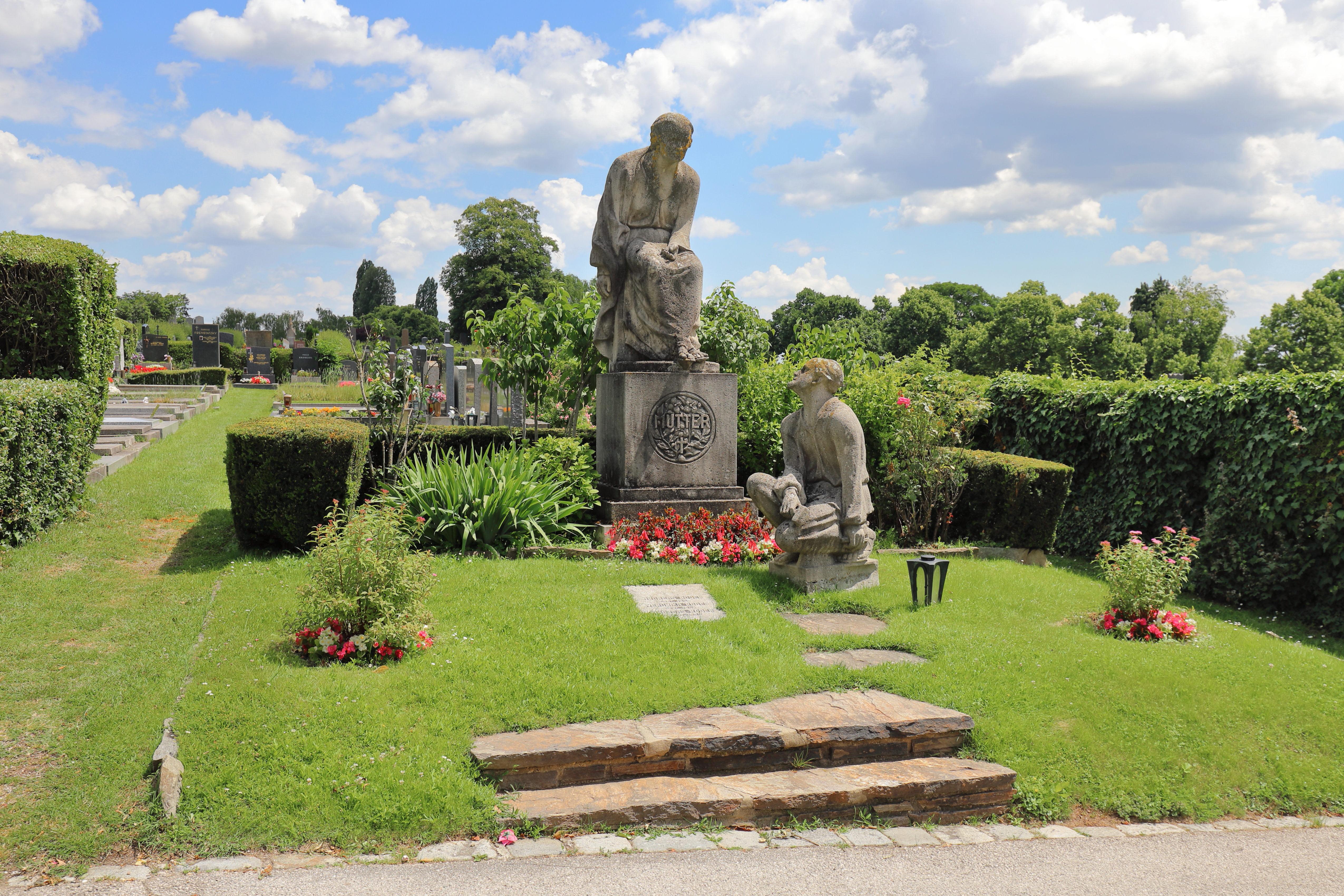
Grab von dem Bildhauer Andre (Andreas) Roder mit dem „Denkmal der Mütter“

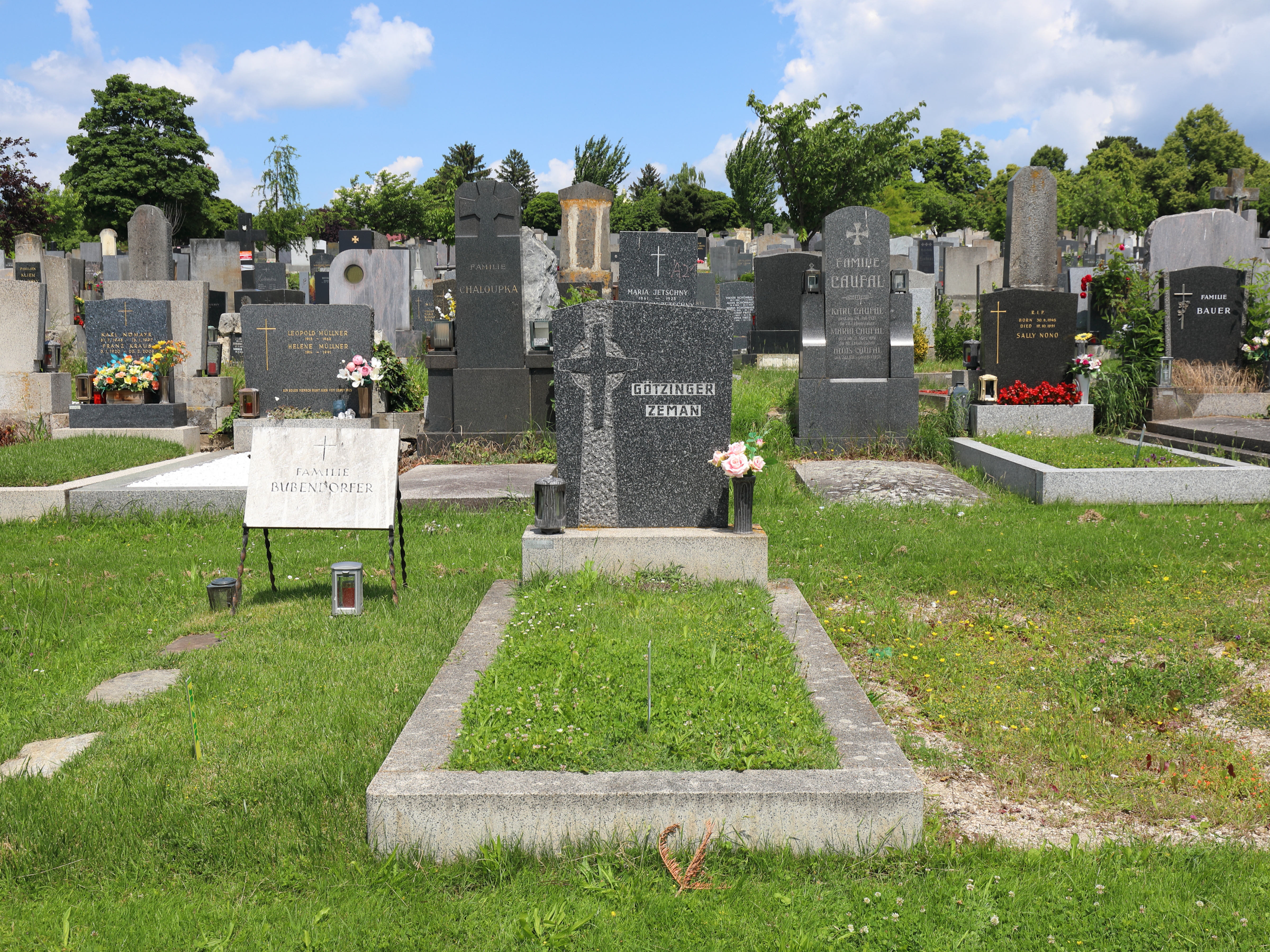
Grabstätte der Familie Zeman und Götzinger in dem Walter Zeman beigesetzt ist

Weitere bedeutende Persönlichkeiten, die am Baumgartner Friedhof begraben sind:
| Name                         | Lebensdaten | Tätigkeit                                                |
| ---------------------------- | ----------- | -------------------------------------------------------- |
| Hanns Abele                  | 1941–2016   | Wirtschaftswissenschaftler                               |
| Wilhelm Alzinger             | 1928–1998   | Archäologe                                               |
| Johannes Bischko             | 1922–2004   | Mediziner                                                |
| Renato Attilio Bleibtreu     | 1893–1964   | Schriftsteller                                           |
| Fritz Brandstetter           | 1891–1936   | Fußballspieler (Grab aufgelassen)                        |
| Kurt Bretterbauer            | 1929–2009   | Geodät                                                   |
| Wolfgang Bruneder            | 1941–2022   | Musikpädagoge                                            |
| Edmund Daniek                | 1892–1966   | Schriftsteller                                           |
| Doddy Delissen               | 1904–1987   | Tänzerin, Diseuse und Filmschauspielerin                 |
| Leopold Deutsch              | 1853–1930   | Schauspieler                                             |
| Auguste Dick                 | 1910–1993   | Mathematikhistorikerin                                   |
| Louis Dité                   | 1891–1969   | Komponist                                                |
| Irmgard Egger                | 1953–2015   | Germanistin                                              |
| Franz Eppel                  | 1921–1976   | Kunsthistoriker                                          |
| Ernst Exner                  | 1934–2019   | Rundfunkjournalist                                       |
| Ernst Fettner                | 1921–2021   | Journalist                                               |
| Anton Figl                   | 1895–1963   | Politiker                                                |
| Alfred Eduard Forschneritsch | 1872–1917   | Schriftsteller                                           |
| Anton Frisch                 | 1889–1963   | Politiker                                                |
| Leopold Gernhardt            | 1920–2013   | Fußballspieler                                           |
| Wolfgang Glüxam              | 1958–2020   | Cembalist                                                |
| Josef Haist                  | 1894–1950   | Fußballspieler                                           |
| Heinrich Hartl               | 1840–1903   | Geodät                                                   |
| Alfred Heinrich              | 1930–2016   | Autor                                                    |
| Karl Hirschbold              | 1908–1994   | Sprachpfleger                                            |
| Alfred Hofmann               | 1879–1958   | Bildhauer (Grab aufgelassen)                             |
| Erich Hofstetter             | 1912–1987   | Politiker                                                |
| Oskar Huemer                 | 1916–1993   | Politiker                                                |
| Erich Kabesch                | 1905–1992   | Politiker                                                |
| Rupert Karner                | 1896–1928   | Motorradrennfahrer                                       |
| Götz Kauffmann               | 1949–2010   | Schauspieler                                             |
| Johann M. Kauffmann          | 1910–1965   | Orgelbauer                                               |
| Josef Klein                  | 1870–1933   | Komponist                                                |
| Ernst Klimt                  | 1864–1892   | Maler, Bruder von Gustav Klimt                           |
| Josef Kohout                 | 1915–1994   | KZ-Überlebender                                          |
| Alfred Körner                | 1926–2020   | Fußballspieler                                           |
| Robert Körner                | 1924–1989   | Fußballspieler                                           |
| Franziska Krämer             | 1899–1988   | Politikerin                                              |
| Michael Kreißl               | 1958–2004   | Politiker                                                |
| Paul Kronegg                 | 1885–1935   | Operettensänger und Schauspieler                         |
| Wolfgang Kummer              | 1935–2007   | Physiker                                                 |
| Karl Kurzmayer               | 1902–1972   | Kameramann                                               |
| Richard Kuthan               | 1891–1958   | Fußballspieler                                           |
| Alfred Lehner                | 1913–1997   | Schauspieler                                             |
| Fritz Leitermeyer            | 1925–2006   | Komponist und Violinist                                  |
| Hannes Lintl                 | 1924–2003   | Architekt                                                |
| Gerhard May                  | 1898–1980   | evangelisch-lutherischer Bischof                         |
| Gerhard May                  | 1940–2007   | evangelisch-lutherischer Kirchenhistoriker               |
| Armin Medosch                | 1962–2017   | Medienkünstler                                           |
| Wilhelm Meissel              | 1922–2012   | Schriftsteller                                           |
| Erich Miksch                 | 1901–1970   | Generaldirektor                                          |
| Maria Mizzaro                | 1925–2009   | Grafikerin und Fotografin                                |
| Anton Moser                  | 1872–1909   | Sänger                                                   |
| Hans Müller                  | 1896–1971   | Schachspieler                                            |
| Moriz Nähr                   | 1859–1945   | Fotograf                                                 |
| Horst Nemec                  | 1939–1984   | Fußballspieler                                           |
| Wilhelm Neusser              | 1924–1994   | Politiker, Stadtrat                                      |
| Leopold Nitsch               | 1897–1977   | Fußballspieler                                           |
| Rudolf Nussgruber            | 1918–2001   | Regisseur                                                |
| Camillo Öhlberger            | 1921–2013   | Fagottist und Autor                                      |
| Eduard Cuny de Pierron       | 1808–1883   | Wohltäter, Namensgeber der Pierrongasse (Oberbaumgarten) |
| Bobby Pirron                 | 1918–2007   | Musiker (Pirron und Knapp)                               |
| August Pitzl                 | 1920–2000   | Basketballfunktionär                                     |
| Lois Pregartbauer            | 1899–1971   | Maler (Grab aufgelassen)                                 |
| Franz Rauscher               | 1900–1988   | Politiker                                                |
| Andre Roder                  | 1900–1959   | Bildhauer                                                |
| Gunter Schnaubelt            | 1942–2012   | Fußballschiedsrichter                                    |
| Eduard Schönecker            | 1885–1963   | Fußballspieler (Grab aufgelassen)                        |
| Karl Schwerzek               | 1848–1918   | Bildhauer                                                |
| Stefan Skoumal               | 1909–1983   | Fußballspieler                                           |
| Josef Sliskovic              | 1901–1984   | Elektroingenieur, Pionier des Radios                     |
| Herbert Steininger           | 1933–2005   | Jurist                                                   |
| Mimi Stelzer                 | 1900–1957   | Schauspielerin                                           |
| Karl Sterrer                 | 1844–1918   | Bildhauer                                                |
| Gustav Tögel                 | 1907–1981   | Fußballspieler                                           |
| Joe Trummer                  | 1922–2007   | Schauspieler                                             |
| Hildegard Wondratsch         | 1921–2020   | Politikerin                                              |
| Michael Weinzierl            | 1950–2002   | Historiker                                               |
| Walter Zeman                 | 1927–1991   | Fußballnationaltormann                                   |